# Katedrála Notre-Dame (Laon)

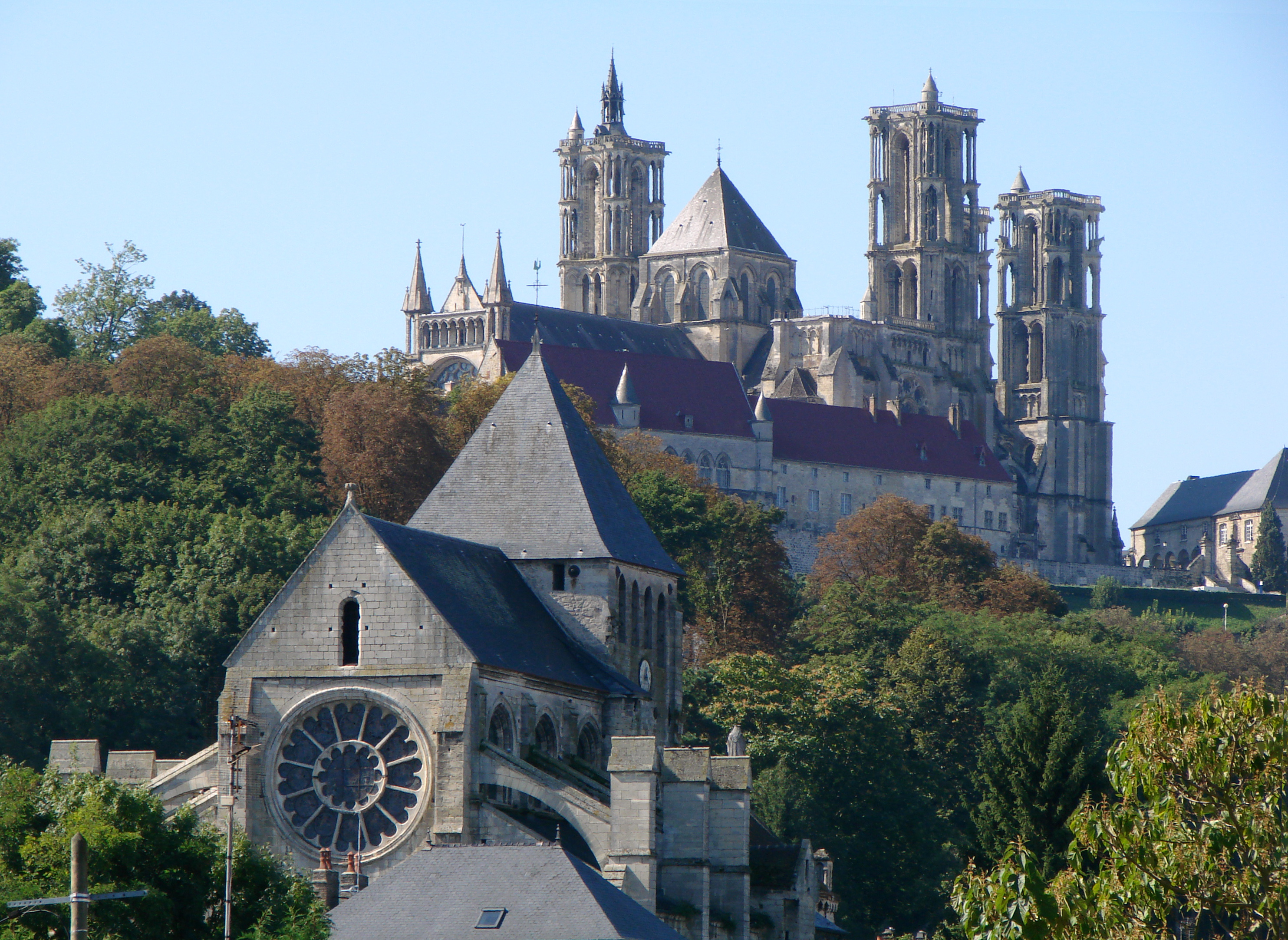
Katedrála v Laonu

Katedrála Notre-Dame na náměstí Aubry v Laonu je postavena na vysokém kopci a je dominantou města.
Stavba je příkladem francouzské raně gotické katedrály (1160–1220). Teprve u této katedrály byla dosažená jednota celku. Ve své době šlo o jedno z nejvýznamnějších poutních center.

## Stavba

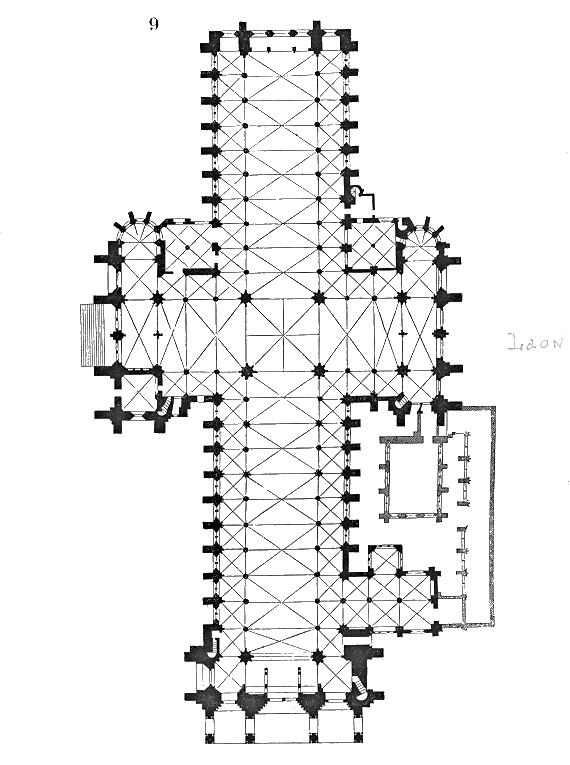
Půdorys katedrály

Stěna je čtyřpodlažní, s arkádami i triforiem. Loď je zaklenuta šestidílnou klenbou. Přípory, nesoucí klenbu, souvisí svým členěním s římsami. Mimořádným uměleckým výkonem je západní průčelí z konce 12. století.

### Rozměry
- délka : 110,50 m
- šířka : 30,65 m
- výška klenby lodi : 24 m
- výška kupole : 42 m
- délka transeptu : 56 m
- výška věže na západním průčelí: 56 m
- výška věže na severním průčelí : 56 m
- výška věže na jižním průčelí : 60,5 m
- průměr centrální rozety : 9 m
- šířka transeptu : 22 m

## Fotogalerie

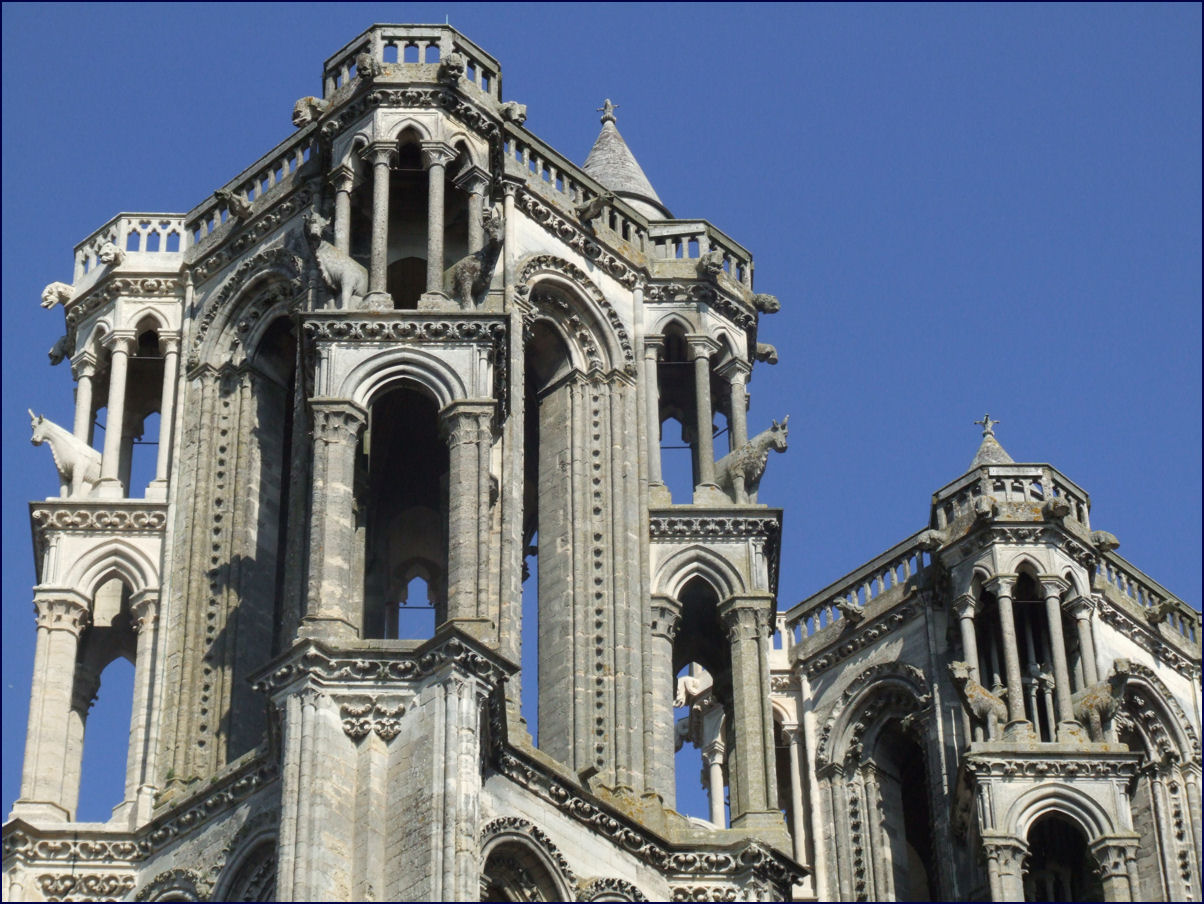
Exteriér
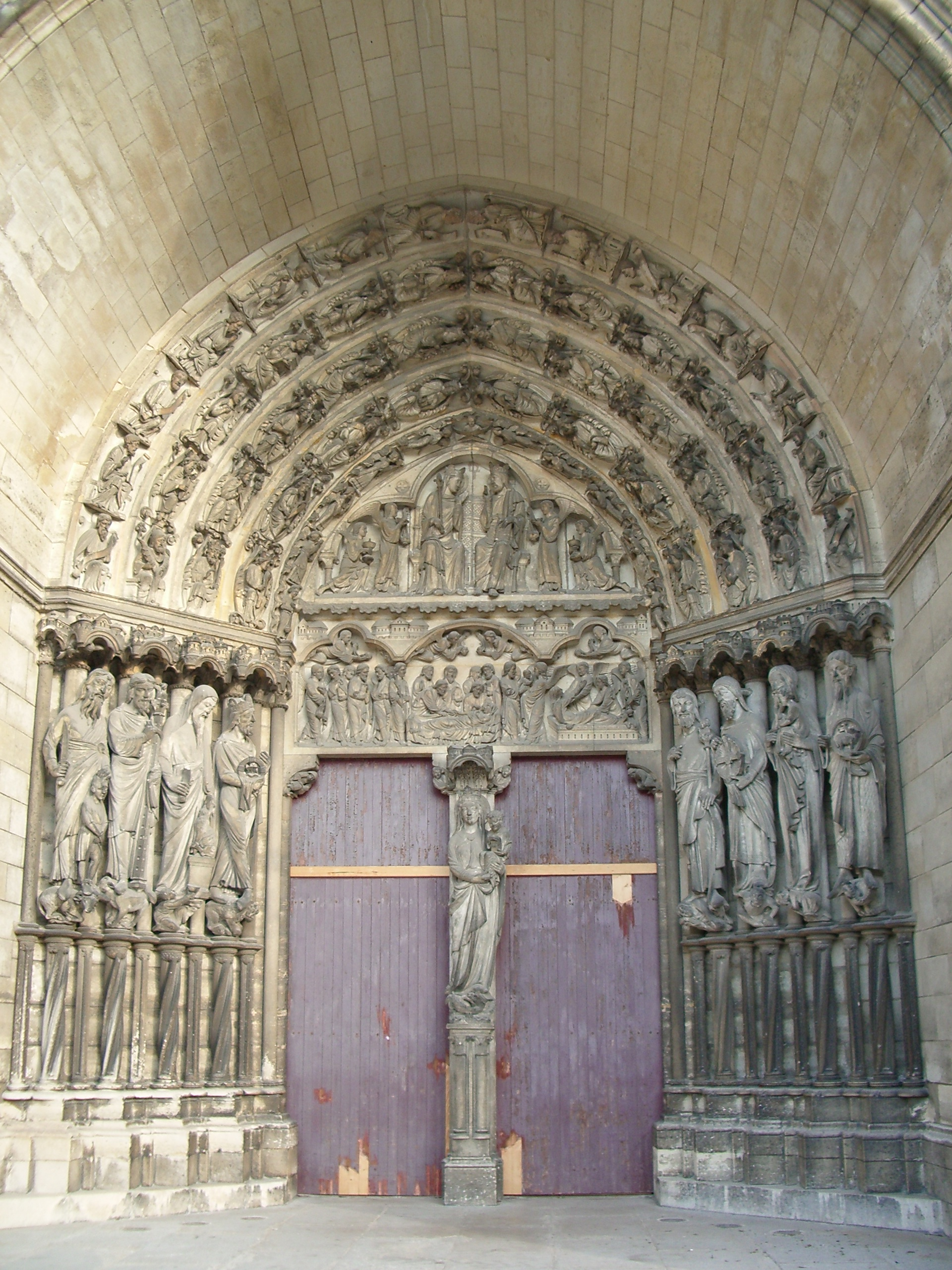
Portál
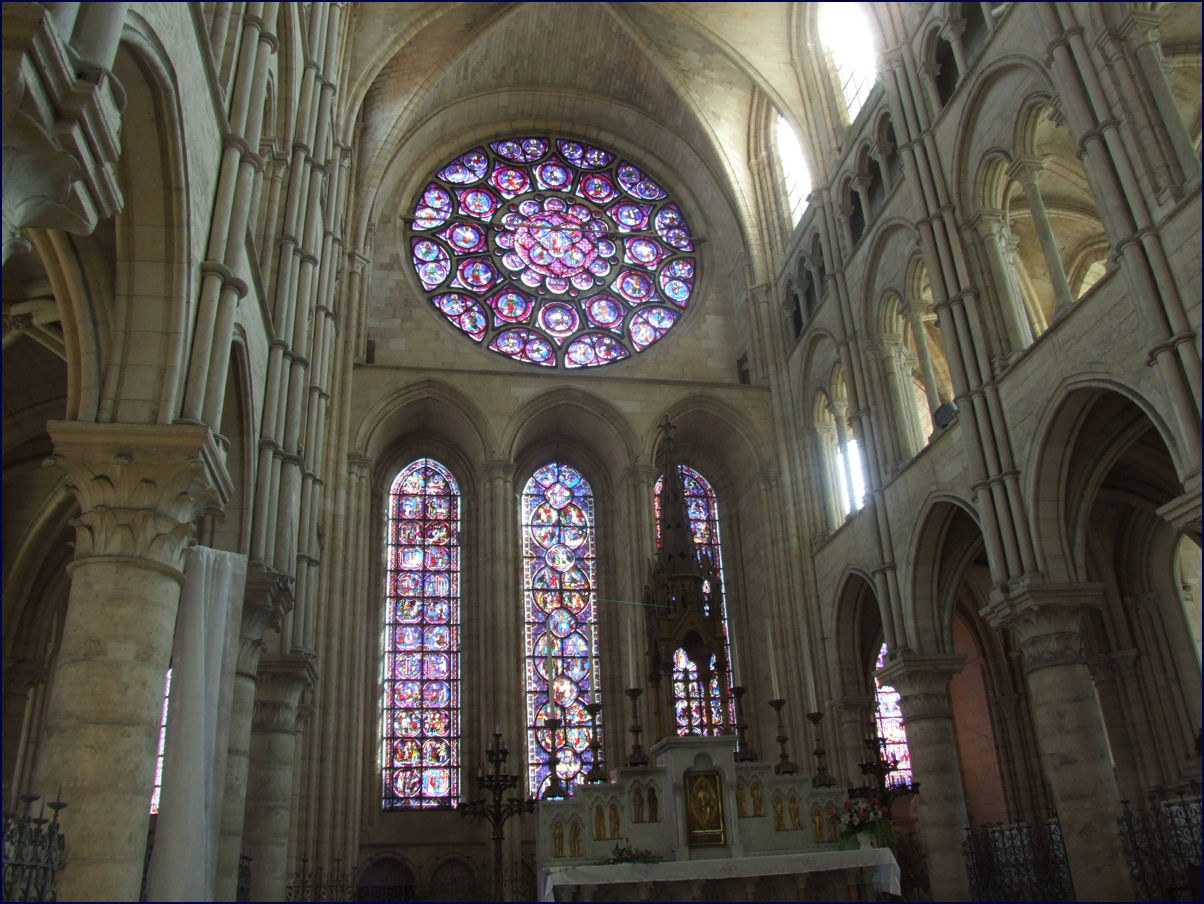
Interiér
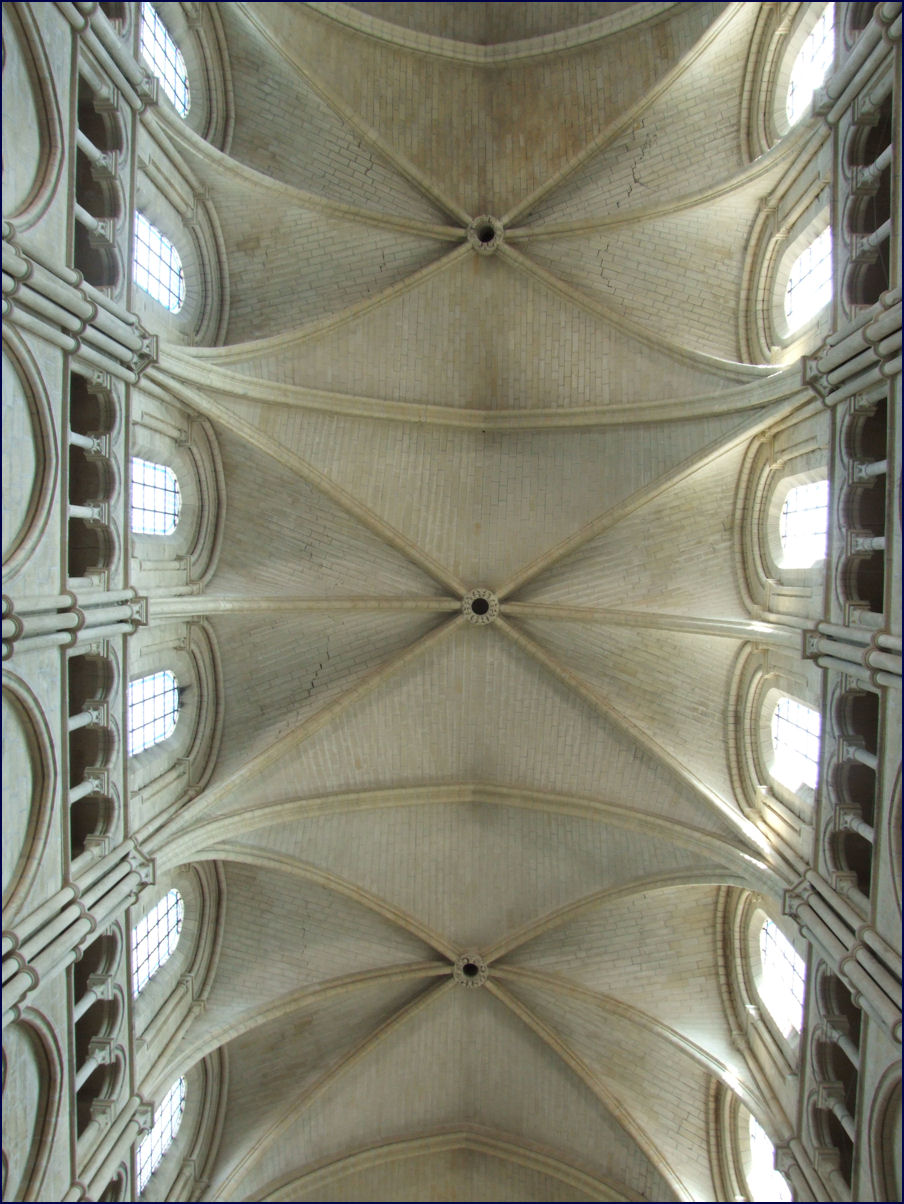
Klenba lodi